# メイ・クラーク
- メエ・クラーク

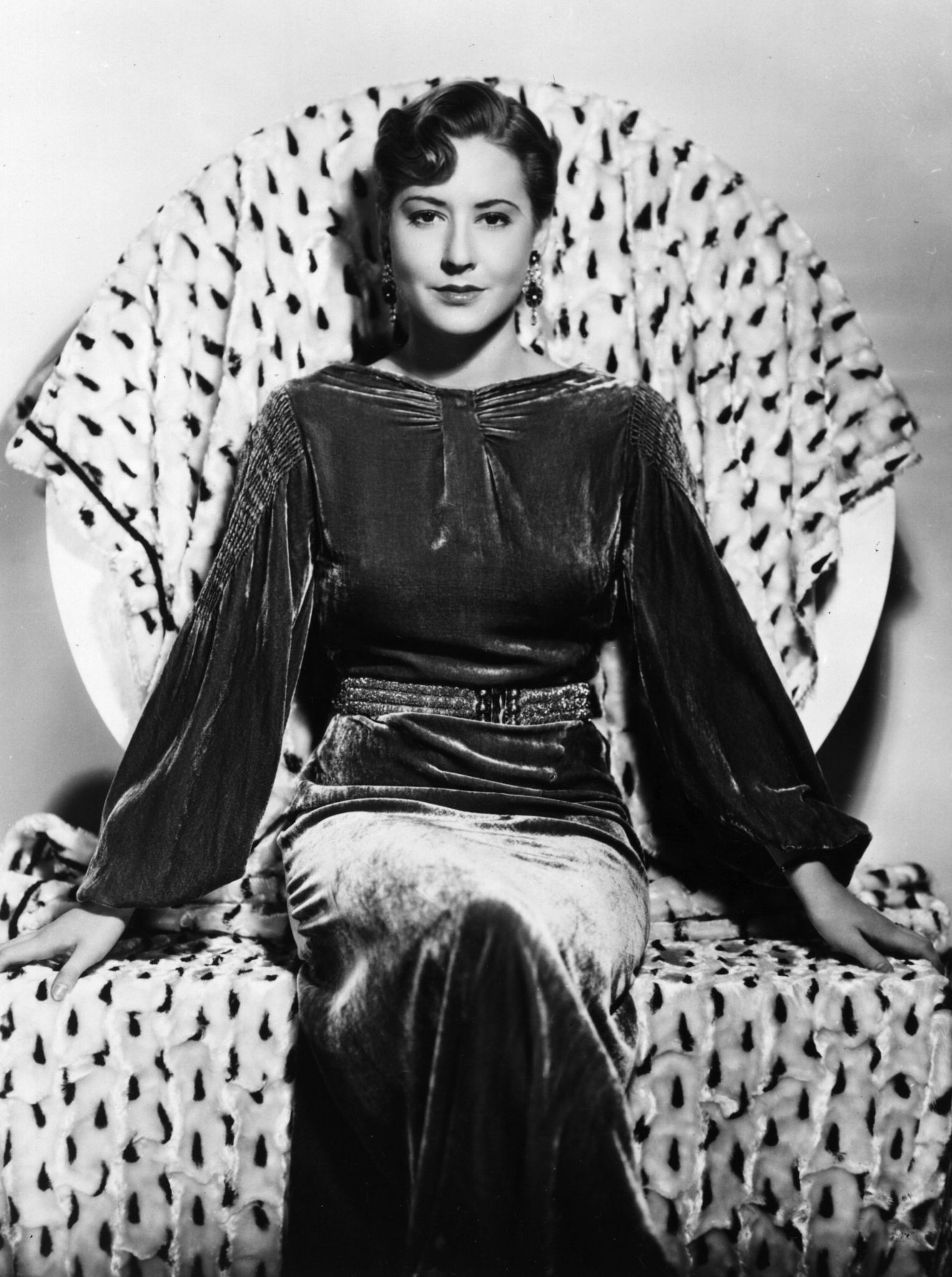
『街の伊達男』から（1933年）

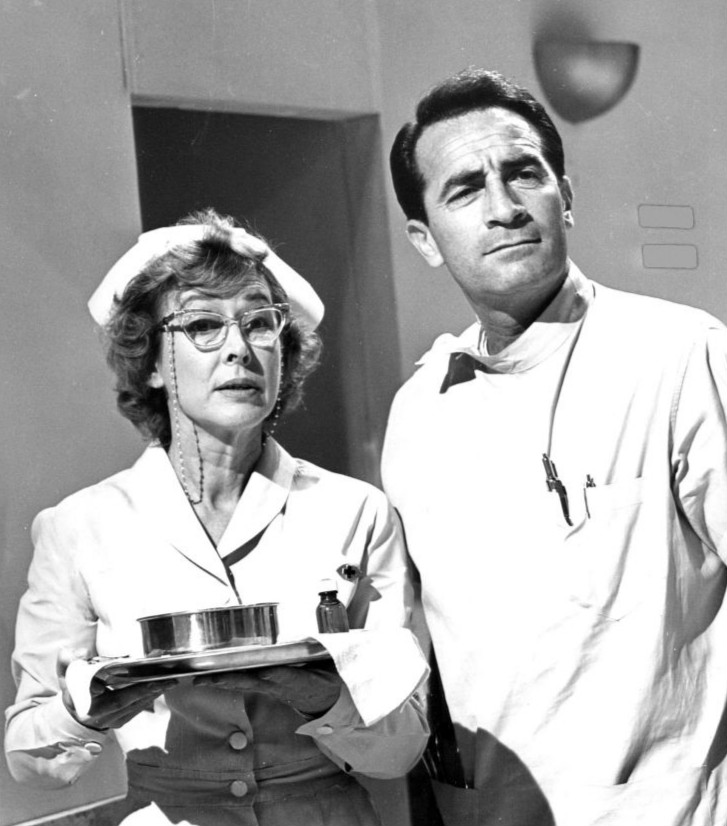
テレビドラマ『ジェネラル・ホスピタル』（1963年）から

メイ・クラーク（Mae Clarke、1910年8月16日 - 1992年4月29日）は、アメリカ合衆国の女優。『フランケンシュタイン』（1931年）のフランケンシュタイン博士の妻エリザベス役、『民衆の敵』（1931年）ではジェームズ・キャグニー扮する主人公のガールフレンド役が有名。

## 生涯
ペンシルベニア州フィラデルフィアの生まれ。出生名はヴァイオレット・メアリー・クロッツ（Violet Mary Klotz）。父親はシアター・オルガンの演奏者。クラークは幼い頃からダンスを習い、ヴォードヴィルの舞台に立ったり、ナイトクラブに出演するようになった。
プロとしてのキャリアはダンサーからで、ニューヨークではバーバラ・スタンウィックと部屋をシェアしていた。続いて、『犯罪都市』（1931年）や前述した『フランケンシュタイン』『民衆の敵』などユニバーサル・スタジオの映画に多数出演。中でも、『民衆の敵』でジェームズ・キャグニーから半分に切ったグレープフルーツを顔に押し付けられるシーンは有名で、たびたびパロディ化されている。キャグニーによると、クラークの元夫はこのシーンだけを見るために、タイムズスクエアの24時間上映の劇場に行き、シーンが始まる時間を見計らって劇場に入り、シーンが終わったら出てゆく、を繰り返していたという。
『民衆の敵』ではクレジットに名前はなかったが、同年の『ウォタルウ橋』では堂々主演を張る。第一次世界大戦中のロンドンで体を売るコーラスガール役で、リメイク版『哀愁』ではヴィヴィアン・リーが演じた。映画もクラークの演技もともに批評家から好評を得た。
1933年、フィリップス・ホームズ運転の車に同乗中、交通事故に遭い、顎を骨折し顔に切り傷を負う。クラークはホームズを訴えたが、示談した。
1940年くらいから脇役に転じる。1950〜60年代には『歌劇王カルーソ』（1951年）、『雨に唄えば』（1952年）、『モダン・ミリー』（1967年）に出演しているが名前はクレジットされていない 。映画出演は『Watermelon Man』（1970年）が最後。
テレビでは、『ジェネラル・ホスピタル』、『弁護士ペリー・メイスン』、『バットマン』などに出演。1970年に引退した。
私生活では3度結婚した。ファニー・ブライスの弟ルー・ブライス、スティーブンス・バンクロフト、ハーバート・ラングドン。子供はいない。
1992年4月29日、癌によりカリフォルニア州ウッドランドヒルズで死亡。81歳だった。遺体はヴァルハラ記念公園墓地に埋葬されている。

## 主な出演作品
- 想天舞曲 Big Time (1929)
- Nix on Dames (1929)　- 主演
- The Fall Guy (1930)
- The Dancers (1930)
- 愛の暴風 Men on Call (1930)
- 犯罪都市 The Front Page (1931)
- 民衆の敵 The Public Enemy (1931) - クレジットなし
- ギャングの娘 The Good Bad Girl (1931) - 主演
- ウォタルウ橋（英語版） Waterloo Bridge (1931) - 主演
- 一六生活線 Reckless Living (1931)
- フランケンシュタイン Frankenstein (1931)
- Three Wise Girls (1932)
- The Final Edition (1932)
- 待ちかねる処女 Impatient Maiden (1932)
- 夜の世界 Night World (1932)
- 若き隼 Flaming Gold (1932)
- Breach of Promise (1932)
- The Penguin Pool Murder (1932)
- 仮出獄の女 Parole Girl (1933) - 主演
- 街の伊達男（英語版） Fast Workers (1933)
- 時計は踊る Turn Back the Clock (1933)
- As the Devil Commands (1933)
- 宿命の窓 Penthouse (1933)
- スター悩殺 Lady Killer (1933)
- 女優ナナ Nana (1934)
- This Side of Heaven (1934)
- 水兵がんばれ Let's Talk It Over (1934)
- The Man with Two Faces (1934)
- Silk Hat Kid (1935)
- The Daring Young Man (1935)
- Hitch Hike Lady (1935)
- The House of a Thousand Candles (1936)
- Hearts in Bondage (1936)
- Wild Brian Kent (1936)
- Hats Off (1936)
- グレイト・ガイ（英語版） Great Guy (1936)
- モロッコの動乱 Trouble in Morocco (1937)
- Outlaws of the Orient (1937)
- Women in War (1940)
- Sailors on Leave (1941)
- フライング・タイガー Flying Tigers (1942)
- Lady from Chungking (1942)
- 愛のあけぼの（英語版） And Now Tomorrow (1944) - クレジットなし
- Here Come the Waves (1944) - クレジットなし
- Kitty (1945)
- Reaching from Heaven (1948)
- Daredevils of the Clouds (1948)
- Gun Runner (1949)
- Streets of San Francisco (1949)
- King of the Rocket Men (1949)
- スケルトンの運ちゃん武勇伝 The Yellow Cab Man (1950) - クレジットなし
- 猛獣と令嬢 The Reformer and the Redhead (1950) - クレジットなし
- アニーよ銃をとれ Annie Get Your Gun (1950) - クレジットなし
- The Skipper Surprised His Wife (1950) - クレジットなし
- Duchess of Idaho (1950) - Betty - クレジットなし
- Mrs. O'Malley and Mr. Malone (1950) - クレジットなし
- Three Guys Named Mike (1951) - クレジットなし
- Inside Straight (1951) - クレジットなし
- Mr. Imperium (1951) - クレジットなし
- 恋愛準決勝戦 Royal Wedding (1951) - クレジットなし
- 歌劇王カルーソ The Great Caruso (1951) - クレジットなし
- The People Against O'Hara (1951) - クレジットなし
- The Unknown Man (1951) - クレジットなし
- Callaway Went Thataway (1951) - クレジットなし
- Love Is Better Than Ever (1952) - クレジットなし
- 雨に唄えば Singin' in the Rain (1952) - クレジットなし
- カービン銃第1号（英語版） Carbine Williams (1952) - クレジットなし
- Skirts Ahoy! (1952) - クレジットなし
- パットとマイク（英語版） Pat and Mike (1952) - クレジットなし
- Holiday for Sinners (1952) - クレジットなし
- Fearless Fagan (1952) - クレジットなし
- The Miracle of Our Lady of Fatima (1952) - クレジットなし
- 征服されざる西部（英語版） Horizons West (1952)
- 戦う雷鳥師団 Thunderbirds (1952)
- Because of You (1952)
- Confidentially Connie (1953) - クレジットなし
- 心のともしび Magnificent Obsession (1954)
- Women's Prison (1955 film)|Women's Prison (1955)
- 見知らぬ人でなく Not as a Stranger (1955)
- 法律なき町（英語版） Wichita (1955)
- 俺が犯人だ!（英語版） I Died a Thousand Times (1955) - クレジットなし
- 春来りなば Come Next Spring (1956)
- 大襲撃 Mohawk (1956)
- The Catered Affair (1956) - クレジットなし
- The Desperados Are in Town (1956)
- Ride the High Iron (1956)
- Decision at Sundown (1957)
- Voice in the Mirror (1958)
- 恋の売込み作戦（英語版） Ask Any Girl (1959) - クレジットなし
- テキサスの五人の仲間 A Big Hand for the Little Lady (1966)
- モダン・ミリー Thoroughly Modern Millie (1967)
- Watermelon Man (1970) - クレジットなし